# Университет логистики Кюне
Университет логистики Кюне (КЛУ) - Kühne Logistics University (The KLU) – Wissenschaftliche Hochschule für Logistik und Unternehmensführung - научный институт логистики и управления предприятием является частным университетом государственного образца, расположенным в г. Гамбург, Германия.
Он был основан фондом Кюне (Kühne Stiftung), который находится в г. Шинделлеги, Швейцария, его подрядчиком является компания Kühne Logistics University GmbH («Кюне Лоджистикс Юниверсити ГмбХ»). Некоммерческий фонд поддерживает высшее и последипломное образование, а также научные исследования в области транспорта и логистики.
КЛУ состоит из двух факультетов: логистики и менеджмента и экономического, он охватывает весь спектр высшего образования и обучение руководящих работников, от степени бакалавра и двух программ магистратуры до структурированной программы докторантуры (PhD).
К 2015 году КЛУ планирует основать десять должностей профессоров по логистике и одиннадцать должностей профессоров в области делового администрирования и предпринимательства. КЛУ находится в районе HafenCity в Гамбурге, занятия проводятся на английском языке.